# Jan Nepomucen Rostworowski
Jan Nepomucen Rostworowski (ur. 4 maja 1799 we Włoszczowie – zm. 23 listopada 1847 w Warszawie) ziemianin, etnograf, pisarz, kompozytor, poseł z powiatu czerskiego na sejm 1830-1831 roku.
Był synem Franciszka Ksawerego Rostworowskiego (1749–1816) późniejszego sędziego pokoju w Księstwie Warszawskim.
Jeden z prekursorów ludoznawstwa. Autor bardzo cennych notatek etnograficznych z 1813 r. zwartych w rękopisie Diariusz podróży odbytej 1813 roku w Krakowskie, Galicyją i Sandecki Cyrkuł.
Jako poseł na sejm powstańczy podpisał 25 stycznia 1831 roku akt detronizacji Mikołaja I Romanowa.

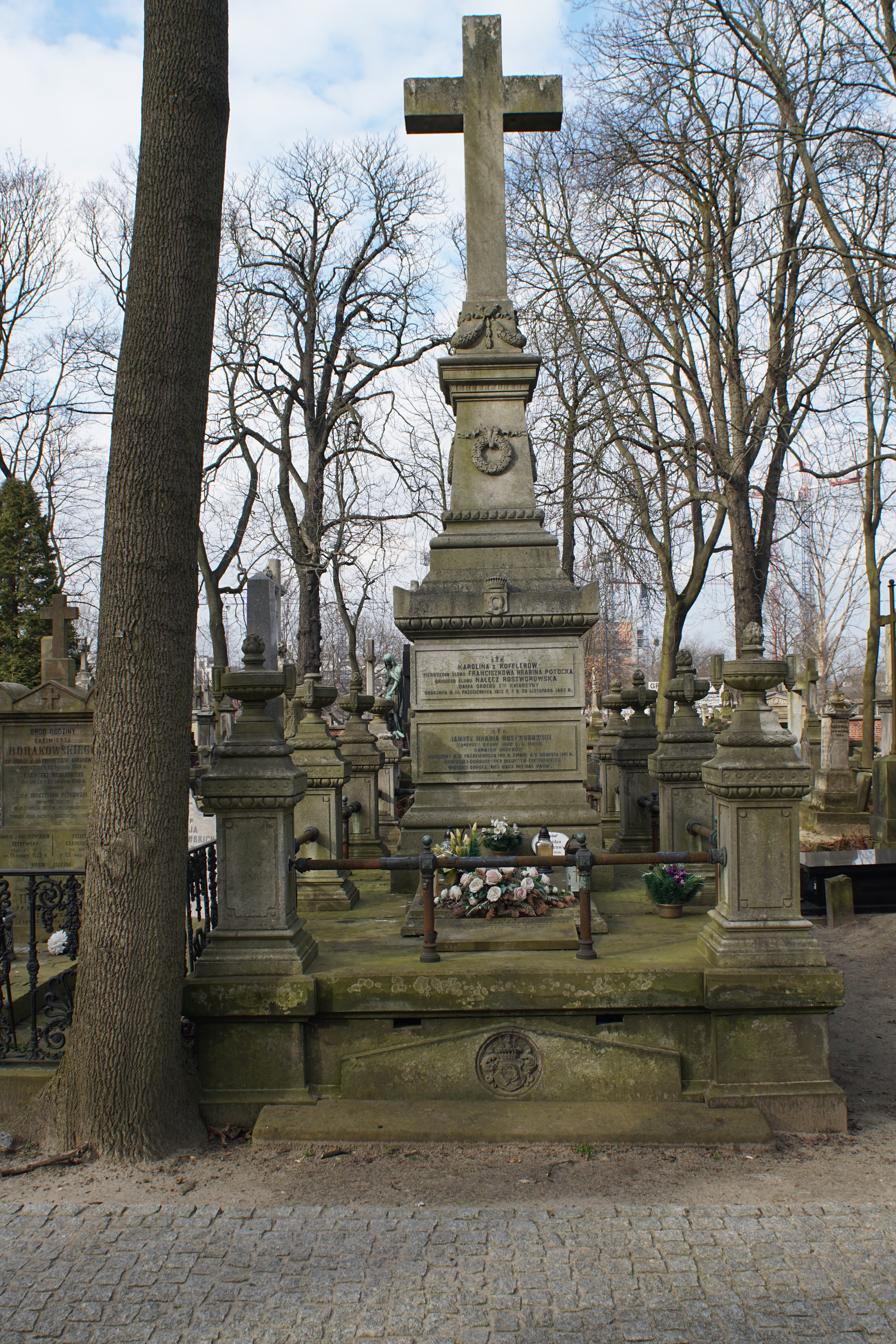
Grób Jana Nepomucena Rostworowskiego na cmentarzu Powązkowskim

Pochowany na cmentarzu Powązkowskim w Warszawie (kwatera 1-3-27).